# Barbara Fenner

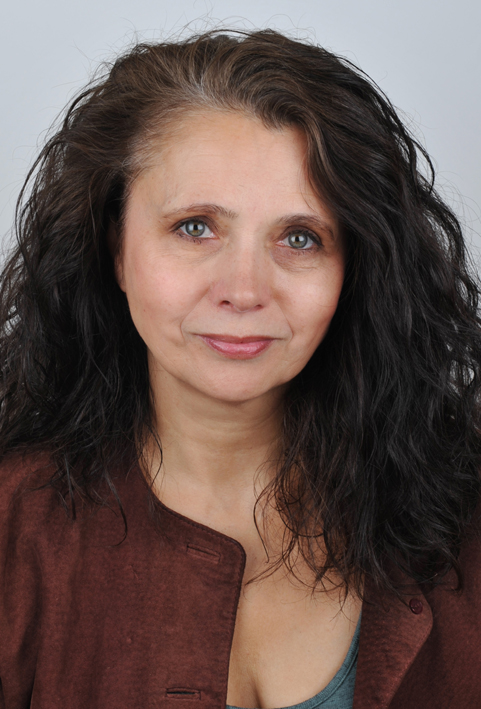
Barbara Fenner (2013)

Barbara Fenner (* 10. März 1957 in Lübeck) ist eine deutsche Fernseh- und Theaterschauspielerin, Hörspielsprecherin und -autorin, Synchronsprecherin und Journalistin.

## Leben
Barbara Fenner nahm nach ihrem Germanistik- und Kunststudium privaten Schauspiel-, Tanz- und Gesangsunterricht, worauf Engagements als Theaterschauspielerin an verschiedenen deutschen Bühnen folgten, so z. B. am Ernst-Deutsch-Theater, den Hamburger Kammerspielen, wo sie auch mit der Intendantin Ida Ehre auf der Bühne stand, der Komödie im Marquardt oder dem Theater in der Basilika und verschiedenen Off-Theatern.

Barbara Fenner in der Inszenierung „Drei Mal Leben“ von Yasmina Reza (2009) (Regie: Yves Jansen)

Seit 1981 war sie bundesweit als Bühnen-, Film- und Fernsehschauspielerin sowie Synchron- und Hörspielsprecherin tätig. Sie lieh z. B. Jane Adams in Kansas City oder Isabella Rossellini in Man liebt nur Zweimal ihre Stimme. Als Sprecherin für Funk- und Fernsehwerbespots war ihre Stimme zudem in vielen Spots zu hören.
1992 begann sie für verschiedene Hörspielproduktionen auch Dialoge zu schreiben, z. B. für die 1976 in der DDR als Comic-Heft erschienenen Abrafaxe.
2000 absolvierte sie eine Zusatzausbildung zur Fachzeitschriftenredakteurin, woraufhin sie als freie Journalistin und Fotografin für regionale und überregionale Zeitungen tätig war, so z. B. Frankfurter Rundschau, Der Tagesspiegel, Kieler Nachrichten und Rheinische Post. Später arbeitete sie als Alleinredakteurin bei einem Hamburger Anzeigenblatt.
2005 folgte die Rückkehr auf die Bühne. 2009 spielte sie in einer Inszenierung am Theater in der Basilika das Stück „Drei Mal Leben“ von Yasmina Reza, der derzeit meistgespielten zeitgenössischen Theaterautorin.
Barbara Fenner lebt in Hamburg und ist Mutter einer erwachsenen Tochter.

## Theater (Auswahl)
- 1982: Nanu Nana – Musical von Birke Bruck, Regie: Birke Bruck
- 1983: Eine etwas sonderbare Dame von John Pattrick, Regie: Jan Aust
- 1984: Spiel’s noch mal, Sam von Woody Allen, Regie: Bernhard Dübe
- 1984: Therèse Raquin von Emile Zola, Regie: Wolfgang Forester
- 1985: Die venezianischen Zwillinge von Carlo Goldoni, Regie: Christian Quadflieg
- 1989: Isn’t it romantic? von Wendy Wasserstein, Regie: Jürgen Nola
- 2008: Alices Reise in die Schweiz von Lukas Bärfuß, Regie: Hans-Jörg Frey
- 2009: Drei Mal Leben von Yasmina Reza, Regie: Yves Jansen
- 2013: Täterinnen von Andonia Gischina, Regie: Andonia Gischina

## Filmografie (Auswahl)

### Fernsehen und Kino
- 1981: Die Fischer von Moorhövd, Regie: Peter Harlos
- 1982: Die Frau des Kommissars, Regie: Michael Günther
- 1983: Mit Axel auf Achse, Regie: Wilfried Dotzel
- 1983: Wochenendgeschichten, Noch ein Jahr und sechs Tage, Regie: Alexander v. Eschwege
- 1985: Aus dem Leben des Froschkönigs, Regie: Heinrich Breloer
- 1985: Du oder ich, Regie: Hans-Henning Borgelt
- 1986: Ein Fall für zwei: Fasolds Traum, Regie: Hartmut Griesmayr
- 1986: Crazy boys (Kino), Regie: Peter Kern
- 1988: Die Männer vom K3 – Familienfehde, Regie: Gero Erhardt
- 1989: Unsichtbare Mauern, Regie: Wolfgang Mühlbauer
- 1988/1989: Forstinspektor Buchholz, Regie: Stefan Bartmann
- 1989: Mit Leib und Seele, Regie: Hartmut Griesmayr
- 1991: Fraktur, Regie: Matti Geschonneck
- 1991: Tatort: Blindekuh, Regie: Werner Masten
- 1991: Großstadtrevier (3 Folgen), Regie: Udo Witte
- 1992: Lisas Geschichte, Regie: Heide Pils
- 1993: Sportarzt Conny Knipper, Regie: Kaspar Heidelbach
- 1993: Ein Mann am Zug, Regie: Udo Witte
- 1995: Holoponopono, Regie: Wolfgang F. Henschel
- 1996: Doppelter Einsatz, Regie: Thomas Jauch
- 1997: Alpha-Team, Regie: Frank Strasser
- 1998: Großstadtrevier, Regie: Jürgen Roland

## Synchronisation (Auswahl)

### Filme
- 1990: Mia Sara als Katherine Thatcher in  Daughter of Darkness (Fernsehfilm)
- 1991: Isabella Rossellini als Rachel Marks in Man liebt nur Zweimal
- 1996: Jane Adams als Nettie Bolt in Kansas City

### Serien
- 1984–1988: Robin Wright als Kelly Capwell (1. Stimme) in California Clan
- 1995–1998: Lisa Brown als Nola Reardon in Springfield Story

## Hörspiele (Auswahl)
- 1987/1988: Dumbo und seine Freunde
- 1990/91: Sauri
- 2000: Perry Rhodan
- 2000–2014: Conni
- 2005: Sherlock Holmes